# Sinuopeidae
De Sinuopeidae zijn een familie van uitgestorven weekdieren uit de klasse van de Gastropoda (slakken). Exemplaren uit deze familie zijn slechts als fossiel bekend.

## Taxonomie
De volgende taxa zijn bij de familie ingedeeld:
- Onderfamilie  † Platyschismatinae Knight, 1956
- Onderfamilie  † Sinuopeinae Wenz, 1938
- Onderfamilie  † Turbonellininae Knight, 1956